# Buonfiglio dei Monaldi
Buonfiglio dei Monaldi, anche noto come Bonfiglio Monaldi o Buonfiglio da Firenze (Firenze, ... – Montesenario, 1º gennaio 1262), è stato uno dei Sette Santi Fondatori dell'Ordine dei Servi di Maria.

## Biografia
Nato a Firenze dalla famiglia dei Monaldi, Buonfiglio cominciò a frequentare la Societas Sanctae Mariae, dove conobbe gli altri sei futuri santi fondatori e strinse un'amicizia con loro. Secondo la Legenda de Origine Ordinis Servorum Virginis Mariae, il gruppo fu ispirato dalla Madonna a riunirsi in vita comune, pertanto i sette lasciarono le proprie famiglie e i propri averi e si ritirarono dapprima in una casa fuori città, per poi trasferirsi definitivamente nel santuario di Montesenario. Nacque così, intorno al 1233, l'ordine dei Servi di Maria, o dei Serviti.
Buonfiglio era il più anziano del gruppo e divenne il priore di Montesenario il 17 marzo 1250; l'anno successivo divenne il primo generale dell'Ordine. In quel periodo venne concesso ai frati di erigere una chiesa dentro le mura di Firenze, che divenne la basilica della Santissima Annunziata. Nel 1255, ottenuta la conferma dell'Ordine dal papa Alessandro IV, Buonfiglio introdusse la pratica "Benedetta", composta da tre salmi e tre lezioni. Secondo la tradizione, morì la notte di Capodanno del 1262 e venne sepolto a Montesenario.

## Canonizzazione
Papa Leone XIII lo canonizzò assieme agli altri sei il 15 gennaio del 1888.